# Gebäudedienste Peterhoff
Die gepe Gebäudedienste Peterhoff GmbH ist eine Firmengruppe aus Düren. Der Sitz ist in Birkesdorf im Gewerbegebiet, direkt an der A 4. Es handelt sich um einen Full-Service-Anbieter im Bereich Gebäudemanagement.

## Geschichte
Das Unternehmen wurde von Erich Wilhelm Peterhoff, einem Elektriker bei der Bahn, im Jahre 1956 in Düren als Glasreinigungsunternehmen gegründet. Nach Erweiterung der Dienstleistungspalette um Unterhaltsreinigung, Krankenhausreinigung und Altenheimreinigung wurden ab 1986 bundesweit sukzessive neue Standorte aufgebaut.
In Obermaubach wurde die ehemalige Mühle zum Seminarzentrum umgebaut. Ein weiteres Schulungszentrum ist am Stammsitz im Gewerbegebiet „Im großen Tal“ in Birkesdorf gebaut worden.

## Dienstleistungen
Heute versteht sich das Unternehmen als Full-Service-Anbieter und bietet die gesamte Dienstleistungspalette
im Bereich Gebäudemanagement, Gebäudereinigung, Sicherheitsdienste und Verpflegung an.

## Unternehmen und Beteiligungen

### Unternehmen
- gepe Gebäudedienste PETERHOFF GmbH,
- gepe Sicherheitsdienste PETERHOFF GmbH,
- Gebäudereinigung Bigotte GmbH & Co. KG
- Peterhoff Immobilien GmbH

### Beteiligungen
- Primus Service GmbH – Bonn
- Cairful GmbH

## Größe des Unternehmens
- Gesamtbeschäftigte 2016 inklusive der Mitarbeiter in Organschaften: 7.110
- Gesamtbeschäftigte 2016 gepe: 5.941
- Umsatz des Gesamtunternehmens 2016 inklusive Umsatz aus Organschaften entsprechend Beteiligungsverhältnis: 117,5 Mio. Euro
- Umsatz gepe 2016: 98,3 Mio. Euro
- Das Unternehmen ist an 16 Standorten tätig.

## Sonstiges
Bei RTL war Geschäftsführer Erich Peterhoff in der am 12. September 2011 ausgestrahlten Sendung der Doku-Soap Undercover Boss fünf Tage lang unter anderem als Maschinenreiniger, Fensterputzer sowie als Reinigungskraft in einem Krankenhaus und in einem Schwimmbad tätig, wobei er jeweils unerkannt als Arbeitssuchender zusammen mit verschiedenen Mitarbeitern seines eigenen Unternehmens zur Probe arbeitete.